# Voodoo 5 6000
Voodoo 5 6000 – ostatnia karta graficzna firmy 3dfx.
Nigdy nie trafiła na rynek z powodu niekompatybilności swoich 4 procesorów graficznych. Karta posiadała 128 MB pamięci SDRAM i miała wydajność zbliżoną do GeForce 2 GTS( Wyniki w aplikacjach nie obsługujących T&L były z reguły wyraźnie lepsze).